# Диего Лепе
Диего де Лепе (на испански: Diego de Lepe) е испански мореплавател, изследовател на Южна Америка.

## Произход (1460 – 1499)
Роден е през 1460 година в Палос де ла Фронтера, Андалусия, Испания.

## Експедиционна дейност (1499 -1515)
В средата на декември 1499 от испанското пристанище Палос в югозападно направление потеглят двата кораба от експедицията на Диего де Лепе с главен навигатор Бартоломей Ролдан. На 12 февруари 1500 корабите достигат до най-източното крайбрежие на Южна Америка, на 5° 30' ю.ш., и се придвижват на юг до нос Кабо Бранко (7° 09' ю.ш.). Испанците продължават на юг и откриват около 250 км от брега на континента и изясняват, че той се простира от там в югозападно направление. След като не намират нищо ценно Лепе заповядва да обръщат обратно и продължават на север и северозапад покрай брега открит два месеца преди тях от Висенте Янес Пинсон, като се заемат с лов на роби по островите в делтата на Амазонка. Индианците, научени от горчивия опит при общуването си с хората на Пинсон, оказват такава съпротива, че Лепе отстъпва, след като загубва 11 души.
През април 1500 експедицията за първи път се изкачва по Амазонка на около 400 км. След това достига до залива Пария, където испанците са посрещнати с оръжие в ръка от местните индианци, но този път побеждават европейците. На двата кораба са натоварени няколкостотин роби, които са продадени в Испания след завръщането на експедицията в края на юли 1500.
По този начин експедицията на Лепе открива около 500 км от източния бряг на Южна Америка между 5° 30' и 9° 30' ю.ш.
След завръщането си на Иберийския полуостров Диего де Лепе подготвя трето пътуване, но умира през 1515 г. в Португалия по време на подготовката си.